# メタルスター九州
株式会社メタルスター九州（メタルスターきゅうしゅう）は、熊本県熊本市北区に本社を置き、福岡県古賀市に営業所を持つ、日本の建築関連企業。建築金物の設計および製作や施工を中心に手がける。
JR九州エンジニアリングの子会社である。

## 沿革
- 2004年（平成16年）3月 - 有限会社メタルスター九州を設立
- 2022年（令和4年）4月15日 - 株式会社メタルスター九州へ商号を変更。JR九州エンジニアリングが当社全株式を取得し、子会社となった[1]

- 2023年（令和5年）11月 - 福岡事務所開設

- 2024年（令和6年）4月 - 福岡事務所を福岡営業所に名称変更